# Arboreto di Mondaino
L'Arboreto sperimentale di Mondaino si trova in località Bordoni, sul versante ovest della zona preappenninica collinare,  a pochi chilometri dall'abitato di Mondaino nella provincia di Rimini, tra i 225 metri e i 325 metri di altitudine in quella che viene chiamata la Val Mala, tutelata dal Piano Territoriale Paesistico.
Un arboreto, per definizione, è un giardino botanico specifico di arbusti e alberi. L'Arboreto di Mondaino, un tempo tradizionalmente gestito dal Corpo Forestale dello Stato, nei suoi 9 ettari di terreno ha principalmente finalità naturalistiche, didattiche e sperimentali, alle quali però affianca un'attenzione verso l'arte e la cultura, soprattutto dovuta ad alcune scelte strategiche e gestionali che sono andate sempre più in questa direzione fin dalla sua apertura ufficiale al pubblico nel 1990. Attualmente l'arboreto è gestito dall'Associazione culturale L'Arboreto, fondata nel 1998.

## L'aspetto naturalistico e didattico
Le attività didattiche dell'arboreto si svolgono sotto la guida del Centro di Educazione Ambientale, costituitosi nel 2001 grazie al contributo dell’Assessorato all'Ambiente e Politiche per lo Sviluppo Sostenibile della Provincia di Rimini nell'ambito del Sistema INFEA.
All'interno dell'arboreto si trovano anche una biblioteca con un catalogo tematico di 300 titoli e un'aula didattica multimediale, in cui vengono ospitati convegni, conferenze e mostre.

### Le collezioni
L'arboreto al suo interno conserva 6000 piante, suddivise in diversi ambienti: percorrendo i sentieri, inaugurati nel 2001, si incontrano querceti, cespuglieti, boschi di pini e cedri, mentre lungo il fosso Tafuggia è possibile studiare la vegetazione ripariale.
Una parte del percorso didattico è dedicato alla collezione varietale di tipologie boschive, tra cui  il rovereto-cerreto e il querceto-ostrieto; tra le tipologie non autoctone figurano  la sughereta e la macchia mediterranea.

## L'approccio artistico
L'integrazione tra arte e giardino botanico è una scelta lungimirante che sta avendo un notevole successo nel mondo: per esempio, tra i giardini botanici che hanno scelto questa impostazione ricordiamo il Morris Arboretum in Pennsylvania.
Dal 2004 l'Arboreto di Mondaino ospita al suo interno un laboratorio di teatro, che fisicamente trova sede nel Teatro dimora, una struttura moderna ad illuminazione naturale progettata senza barriere architettoniche. Nel Teatro dimora si organizzano spettacoli teatrali, concerti ed altri eventi culturali, inseriti nel progetto PerCorsi tra arte comunicazione natura dell'Associazione L'Arboreto.